# Der Wundergarten

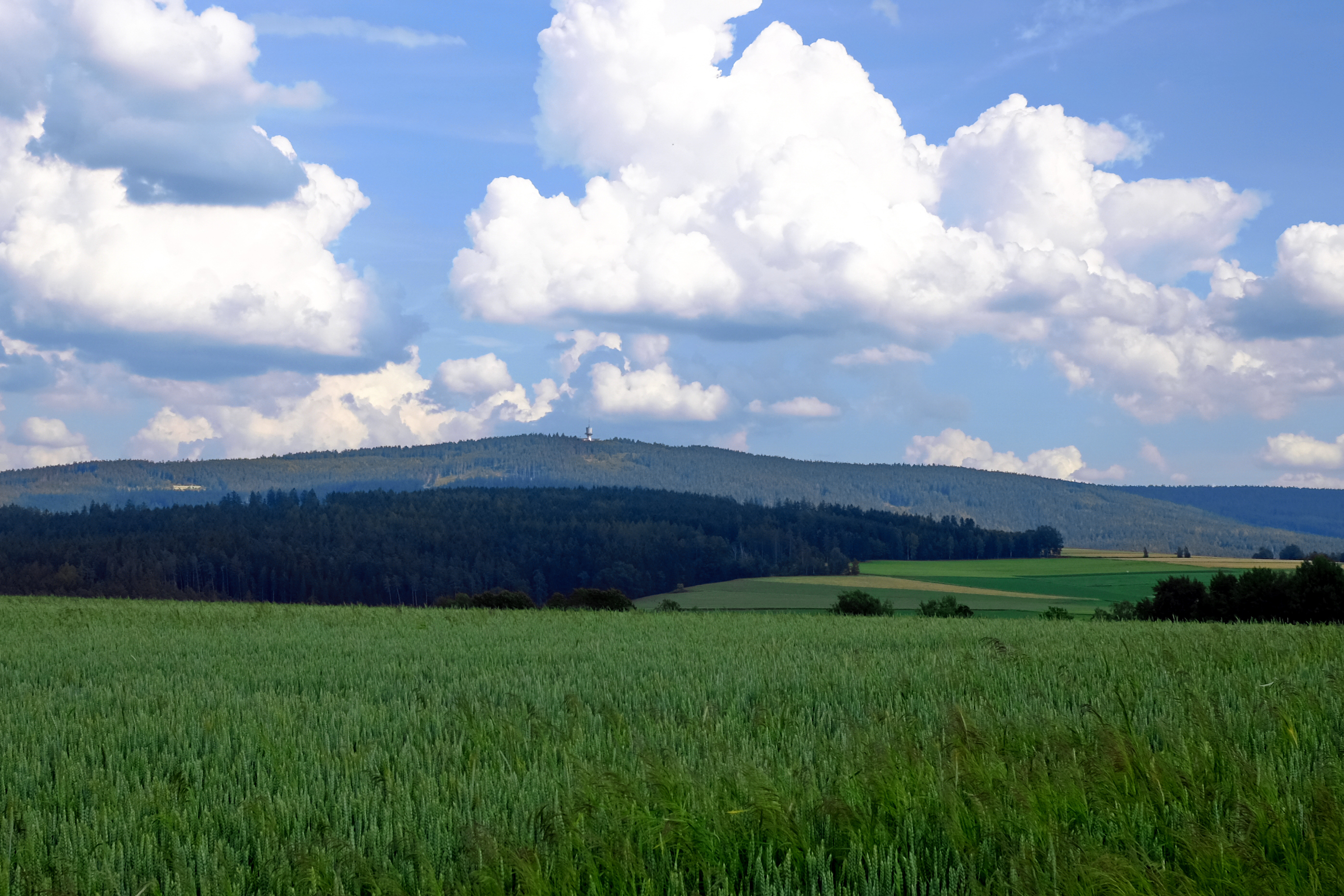
Der Berg Tillen an der deutsch-tschechischen Grenze.

Der Wundergarten ist eine Sage aus dem deutsch-tschechischen Grenzgebiet und dem Egerland im Westen Tschechiens.

## Handlung
Eines Tages machte sich der alte Förster von Mugl zum Berg Tillen auf. Dort entdeckte er einen Wundergarten, wo zu allen Jahreszeiten Blumen wuchsen, silberne und goldene Bäume standen und Menschen in alten Trachten aus kostbaren Stoffen umhergingen. Da fiel dem Förster ein Eichhörnchen auf, das von leuchtend roter Farbe war und auf einem smaragdfarbenen Tannenbaum saß und einen diamantenen Zapfen in den Pfoten hielt. Rasch nahm der Förster sein Gewehr und legte es auf das Tier an, doch gerade als er abdrücken wollte, saß plötzlich ein kleines Zwerglein auf dem Flintenlauf und tat einen schrillen Pfiff. Augenblicklich verschwand der Wundergarten und der Förster lag in einem Nesselbusch. Nun zog ein Sturm auf, und heulend und krachend bogen sich die Bäume, das dem Förster Hören und Sehen verging. Zuhause angekommen, schwor er niemals wieder in die Gegend zu gehen.

## Hintergrund
Rund um den Tillenberg ranken sich zahlreiche Sagen, die in verschiedenen Werke zu bayrischen und egerländer Sagen eingeflossen sind. Eine Sammlung, die sich speziell dem Tillenberg widmt, ist Hans Sommerts (Pseudonym: Ernst Freimut) Werk Der Tillenberg: ein Sagenschatz aus dem Egerlande (1904), später veröffentlicht als Tillenwunder: ein Sagenkranz aus dem Egerlande (1924).

## Rezeption
Die Sage findet sich in mehreren Werken zur sudetendeutschen und westtschechischen Sagenwelt. Hans Sommert listet sie in seinem Werk Tillenwunder (1924) auf, Thilde Hopper-Hoyer in ihrer Sagensammlung Egerländer Sagenkranz auf, die sie 1958 veröffentlichte, als Erinnerung an ihre verlorene Heimat des Egerlandes; aus der sie 1945/1946 vertrieben worden war.